# Fatoumata Diarra
Fatoumata „Fatim“ Diarra (* 18. Dezember 1989 in Bamako) ist eine malische Fußballnationalspielerin.

## Karriere

### Im Verein
Fatim startete ihre Karriere mit dem FC Amazones Commune in Toukoto. 2005 verließ sie Commune und begann ihre Seniorenkarriere mit den Super Lionnes d'Hamdallaye, dort gewann sie auf Anhieb den Coupe Moneygram. Im Frühjahr 2007 verließ sie Hamdallaye und wechselte zu dem AS Mandé. Dort wiederholte sie auf Anhieb den Gewinn des Coupe Moneygram.
Fatim wechselte nach dem Gewinn der Meisterschaft von AS Mande, im Sommer 2012 zu Saramagna de Kati.

### Nationalmannschaft
Fatim ist Nationalspielerin für die Malische Fußballnationalmannschaft der Frauen.

### Erfolge
- Bamako League (5): 2007, 2008, 2009, 2010, 2011
- Coupe Moneygram (2): 2005, 2006
- Tournoi National (1): 2007

### Persönliches
Ihre Schwester Salimata ist ebenfalls Fußballspielerin und steht derzeit beim AS Mandé unter Vertrag.